# Liste des réacteurs nucléaires au Canada
La liste des réacteurs nucléaires au Canada compte 17 réacteurs nucléaires en service situés dans 4 centrales nucléaires de production d'électricité et de 8 réacteurs nucléaires de recherche.
| \| Rolphton Bruce Darlington Pickering Point Lepreau Gentilly Douglas Point \| Localisation des centrales nucléaires au Canada |
| Rolphton Bruce Darlington Pickering Point Lepreau Gentilly Douglas Point                                                       |

## Réacteurs électrogènes

### Réacteurs en service
19 réacteurs nucléaires électrogènes sont en service au Canada, répartis dans 4 centrales. Ils appartiennent tous à la filière des réacteurs à eau lourde pressurisée. Les caractéristiques de ces réacteurs en service sont données dans le tableau ci-après, classés alphabétiquement,. Le rang indique le numéro d'ordre de mise en service de chacun des réacteurs. Ainsi Bruce-3 a été le 10e réacteur mis en service au Canada. La puissance brute correspond à la puissance délivrée sur le réseau augmentée de la consommation interne de la centrale. La puissance nette correspond quant à elle à la puissance délivrée sur le réseau et sert d'indicateur en termes de puissance installée. 
Pickering-1 est le réacteur le plus ancien en activité au Canada. Mis en service en juillet 1971, sa durée de vie dépasse les 40 ans. Il fait partie des 9 réacteurs construits en 1971 encore en activité en 2011. Deux seulement sont plus anciens au niveau mondial, Point Beach-1 et R.E. Ginna, construits en 1970 aux États-Unis. Darlington-4 est quant à lui le 25e et dernier à avoir été mis en service au Canada en juin 1993.
La centrale de Bruce est la plus puissante. Lorsque ses huit réacteurs sont en fonctionnement, elle peut produire 6 449 MW.
| Centrale nucléaire | Lieu                        | Nom du réacteur | Type | Modèle     | Puissance [MW] | Puissance [MW]      | Puissance [MW]      | Exploitant  | Construct.     | Début constr. | Raccord. au réseau | Mise en service comm. |
| Centrale nucléaire | Lieu                        | Nom du réacteur | Type | Modèle     | therm. (MWt)   | électr. brute (MWe) | électr. nette (MWe) | Exploitant  | Construct.     | Début constr. | Raccord. au réseau | Mise en service comm. |
| ------------------ | --------------------------- | --------------- | ---- | ---------- | -------------- | ------------------- | ------------------- | ----------- | -------------- | ------------- | ------------------ | --------------------- |
| Bruce              | Tiverton, Ontario           | BRUCE-1         | PHWR | CANDU 791  | 2 620          | 868                 | 774                 | Bruce Power |                | juin 1971     | jan 1977           | sept 1977             |
| Bruce              | Tiverton, Ontario           | BRUCE-2         | PHWR | CANDU 791  | 2 620          | 836                 | 777                 | Bruce Power |                | déc 1970      | sept 1976          | sept 1977             |
| Bruce              | Tiverton, Ontario           | BRUCE-3         | PHWR | CANDU 750A | 2 832          | 805                 | 730                 | Bruce Power | NEI.PNEI.P     | juil 1972     | déc 1977           | fév 1978              |
| Bruce              | Tiverton, Ontario           | BRUCE-4         | PHWR | CANDU 750A | 2 832          | 805                 | 730                 | Bruce Power | NEI.PNEI.P     | sept 1972     | déc 1978           | jan 1979              |
| Bruce              | Tiverton, Ontario           | BRUCE-5         | PHWR | CANDU 750B | 2 832          | 872                 | 817                 | Bruce Power | OH/AECLOH/AECL | juin 1978     | déc 1984           | mars 1985             |
| Bruce              | Tiverton, Ontario           | BRUCE-6         | PHWR | CANDU 750B | 2 690          | 891                 | 817                 | Bruce Power | OH/AECLOH/AECL | jan 1978      | juin 1984          | sept 1984             |
| Bruce              | Tiverton, Ontario           | BRUCE-7         | PHWR | CANDU 750B | 2 832          | 872                 | 817                 | Bruce Power | OH/AECLOH/AECL | mai 1979      | fév 1986           | avril 1986            |
| Bruce              | Tiverton, Ontario           | BRUCE-8         | PHWR | CANDU 750B | 2 690          | 845                 | 782                 | Bruce Power | OH/AECLOH/AECL | août 1979     | mars 1987          | mai 1987              |
| Darlington         | Bowmanville, Ontario        | DARLINGTON-1    | PHWR | CANDU 850  | 2 776          | 934                 | 878                 | OPG         | OH/AECLOH/AECL | avril 1982    | déc 1990           | nov 1992              |
| Darlington         | Bowmanville, Ontario        | DARLINGTON-2    | PHWR | CANDU 850  | 2 776          | 934                 | 878                 | OPG         | OH/AECLOH/AECL | sept 1981     | jan 1990           | oct 1990              |
| Darlington         | Bowmanville, Ontario        | DARLINGTON-3    | PHWR | CANDU 850  | 2 776          | 934                 | 878                 | OPG         | OH/AECLOH/AECL | sept 1984     | déc 1992           | fév 1993              |
| Darlington         | Bowmanville, Ontario        | DARLINGTON-4    | PHWR | CANDU 850  | 2 776          | 934                 | 878                 | OPG         | OH/AECLOH/AECL | juil 1985     | avril 1993         | juin 1993             |
| Pickering          | Pickering, Ontario          | PICKERING-5     | PHWR | CANDU 500B | 1 744          | 540                 | 516                 | OPG         | OH/AECLOH/AECL | nov 1974      | déc 1982           | mai 1983              |
| Pickering          | Pickering, Ontario          | PICKERING-6     | PHWR | CANDU 500B | 1 744          | 540                 | 516                 | OPG         | OH/AECLOH/AECL | oct 1975      | nov 1983           | fév 1984              |
| Pickering          | Pickering, Ontario          | PICKERING-7     | PHWR | CANDU 500B | 1 744          | 540                 | 516                 | OPG         | OH/AECLOH/AECL | mars 1976     | nov 1984           | jan 1985              |
| Pickering          | Pickering, Ontario          | PICKERING-8     | PHWR | CANDU 500B | 1 744          | 540                 | 516                 | OPG         | OH/AECLOH/AECL | sept 1976     | jan 1986           | fév 1986              |
| Point Lepreau      | Musquash, Nouveau-Brunswick | POINT LEPREAU   | PHWR | CANDU 6    | 2 180          | 680                 | 635                 | NB Power    | AECLAECL       | mai 1975      | sept 1982          | fév 1983              |

### Hors service
| Centrale nucléaire | Lieu               | Nom du réacteur | Type  | Modèle      | Puissance [MW] | Puissance [MW]      | Puissance [MW]      | Exploitant    | Construct.     | Début constr. | Raccord. au réseau | Mise en service comm. | Arrêt définitif |
| Centrale nucléaire | Lieu               | Nom du réacteur | Type  | Modèle      | therm. (MWt)   | électr. brute (MWe) | électr. nette (MWe) | Exploitant    | Construct.     | Début constr. | Raccord. au réseau | Mise en service comm. | Arrêt définitif |
| ------------------ | ------------------ | --------------- | ----- | ----------- | -------------- | ------------------- | ------------------- | ------------- | -------------- | ------------- | ------------------ | --------------------- | --------------- |
| Douglas Point      | Tiverton           | DOUGLAS POINT   | PHWR  | CANDU 200   | 704            | 218                 | 206                 | Ontario Hydro | Ontario Hydro  | fév 1960      | jan 1967           | sept 1968             | mai 1984        |
| Gentilly           | Bécancour, Québec  | GENTILLY-1      | HWLWR | HW BLWR 250 | 792            | 266                 | 250                 | Hydro-Québec  |                | sept 1966     | avril 1971         | mai 1972              | juin 1977       |
| Gentilly           | Bécancour, Québec  | GENTILLY-2      | PHWR  | CANDU 6     | 2 156          | 675                 | 635                 | Hydro-Québec  | BBCBBC         | avril 1974    | déc 1982           | oct 1983              | déc 2012        |
| Pickering          | Pickering, Ontario | PICKERING-1     | PHWR  | CANDU 500A  | 1 744          | 542                 | 515                 | OPG           | OH/AECLOH/AECL | juin 1966     | avril 1971         | juil 1971             | oct 2024        |
| Pickering          | Pickering, Ontario | PICKERING-2     | PHWR  | CANDU 500A  | 1 744          | 542                 | 515                 | OPG           | Ontario Hydro  | sept 1966     | oct 1971           | déc 1971              | mai 2007        |
| Pickering          | Pickering, Ontario | PICKERING-3     | PHWR  | CANDU 500A  | 1 744          | 542                 | 515                 | OPG           | Ontario Hydro  | déc 1967      | mai 1972           | juin 1972             | oct 2008        |
| Pickering          | Pickering, Ontario | PICKERING-4     | PHWR  | CANDU 500A  | 1 744          | 542                 | 515                 | OPG           | OH/AECLOH/AECL | mai 1968      | mai 1973           | juin 1973             | dec 2024        |
| Rolphton           | Renfrew, Ontario   | ROLPHTON NPD    | PHWR  | CANDU       | 92             | 25                  | 22                  | Ontario Hydro | GE Canada      | jan 1958      | juin 1962          | oct 1962              | août 1987       |

## Réacteurs de recherche
- Laboratoires nucléaires de Chalk River (Rolphton, Ontario)
  - MMIR-1 - réacteur de production d'isotopes médicaux de type MAPLE (en)
  - MMIR-2 - réacteur de production d'isotopes médicaux de type MAPLE
  - NRU - réacteur de 135 MWth (1957-2018)
  - NRX - (1947-1993)
  - ZED-2 - Zero Energy Deuterium - réacteur à énergie nulle (1960-)
  - ZEEP - le 1er réacteur nucléaire au Canada (1945-1973)
- Université Dalhousie, Halifax, Nouvelle-Écosse - réacteur de classe SLOWPOKE-2 (en)
- Kanata - réacteur de classe SLOWPOKE-2 (arrêté)
- L'École Polytechnique, Montréal - réacteur de classe SLOWPOKE-2
- Université McMaster - réacteur d'essais de matériaux (MTR) de 5 MWth
- Collège militaire royal du Canada, Kingston, Ontario - réacteur de classe SLOWPOKE-2
- Conseil de recherche de la Saskatchewan, Saskatoon, Saskatchewan - réacteur de classe SLOWPOKE-2
- Université de l'Alberta, Edmonton - réacteur de classe SLOWPOKE-2
- Université de Toronto - réacteur de classe SLOWPOKE-2 (arrêté)